# Communauté de communes Vallées Loir et Braye
Die Communauté de communes Vallées Loir et Braye ist ein ehemaliger französischer Gemeindeverband mit der Rechtsform einer Communauté de communes im Département Loir-et-Cher in der Region Centre-Val de Loire. Sie wurde am 1. Januar 2014 gegründet und umfasste 26 Gemeinden. Der Verwaltungssitz befand sich im Ort Montoire-sur-le-Loir.

## Historische Entwicklung
Der Gemeindeverband ist durch Zusammenlegung der Vorgängerorganisationen Communautés de communes des Coteaux de la Braye und Communauté de communes du Pays de Ronsard  im Jahr 2014 entstanden.
Mit Wirkung vom 1. Januar 2017 fusionierte der Gemeindeverband mit
- Communauté de communes du Vendômois Rural,
- Communauté de communes du Pays de Vendôme und
- Communauté de communes Beauce et Gâtine

und bildete so die Nachfolgeorganisation Communauté d’agglomération Territoires Vendômois.

## Ehemalige Mitgliedsgemeinden
1. Artins
2. Bonneveau
3. Cellé
4. Couture-sur-Loir
5. Épuisay
6. Les Essarts
7. Fontaine-les-Coteaux
8. Fortan
9. Les Hayes
10. Houssay
11. Lavardin
12. Montoire-sur-le-Loir
13. Montrouveau
14. Les Roches-l’Évêque
15. Saint-Arnoult
16. Saint-Jacques-des-Guérets
17. Saint-Martin-des-Bois
18. Saint-Rimay
19. Sasnières
20. Savigny-sur-Braye
21. Sougé
22. Ternay
23. Tréhet
24. Troo
25. Villavard
26. Villedieu-le-Château